# Schonenfahrer

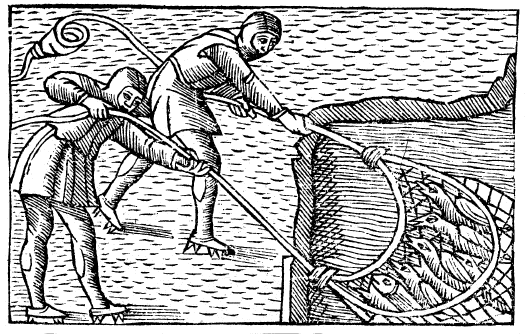
Olaus Magnus: Fischfang (1555)

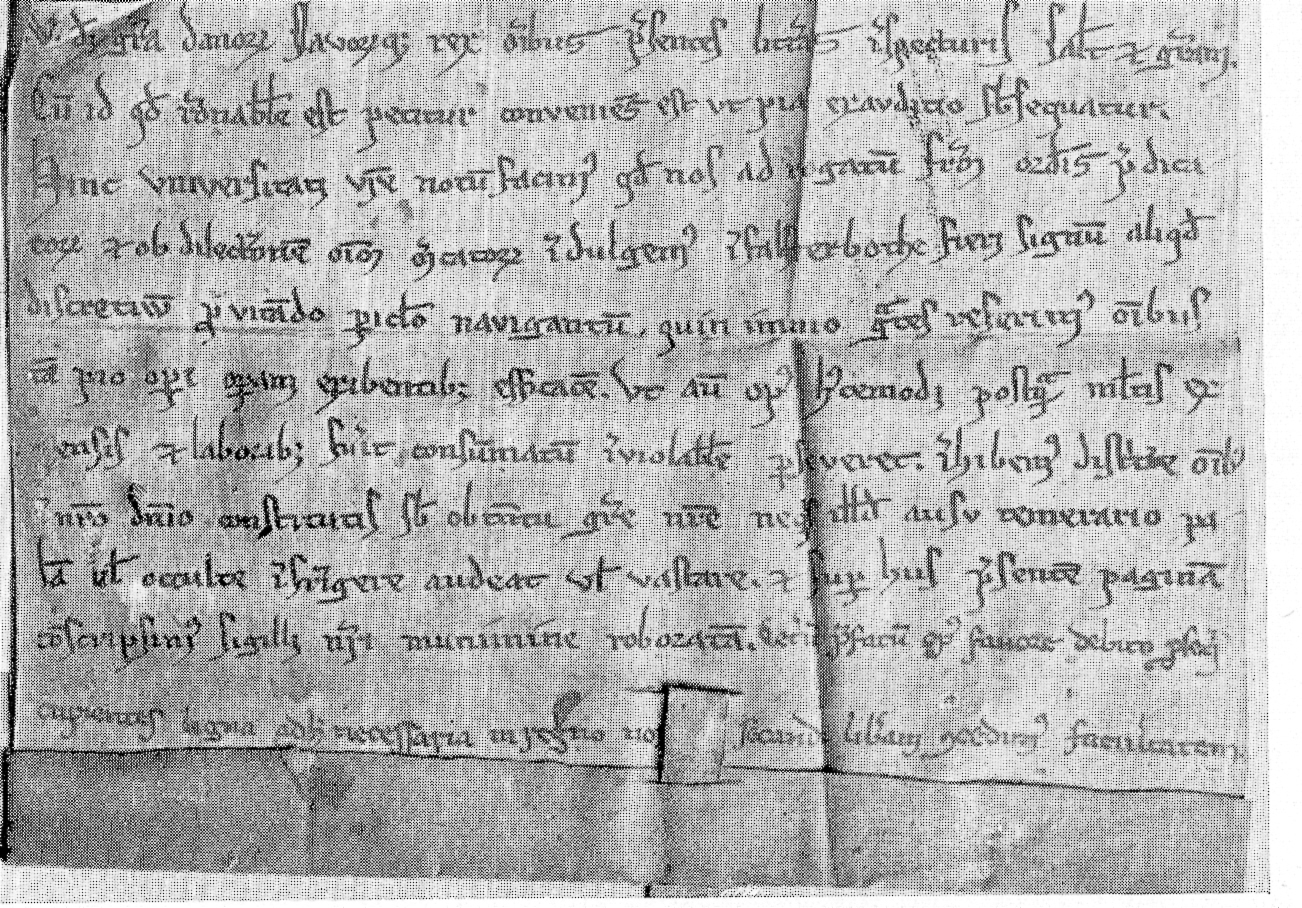
Privileg von Waldemar II. an Lübeck zur Unterhaltung eines Seezeichens auf Falsterbo (um 1220)

Als Schonenfahrer wurden vom Mittelalter bis zur Neuzeit hansische Kaufleute und Schiffer bezeichnet, die ursprünglich im Heringshandel mit dem damals dänischen Schonen (dänisch und schwedisch: Skåne) und den dortigen Vitten auf der Schonischen Messe zwischen Skanör und Falsterbo tätig waren. Sie waren als Kaufleute in ihren Herkunftsstädten in den dort örtlich bestehenden Korporationen der Schonenfahrer zusammengeschlossen, durch die sie dort ihre wirtschaftlichen, politischen und sozialen Interessen wahrnahmen. Korporationen der Schonenfahrer bestanden in den Wendischen Städten der Hanse an der Ostsee von Lübeck bis Stettin, aber auch in den konkurrierenden Schwesterstädten an der Nordsee wie Hamburg sowie sogar im Binnenland beispielsweise in Dortmund. Die Schonenfahrer führten ein eigenes Siegel, das in Lübeck drei Heringe übereinander zeigte, später halbiert verbunden mit dem halben Doppeladler des Heiligen Römischen Reiches, um den kaiserlichen deutschen Kaufmann herauszustellen. Nach dem Ausbleiben des Herings um 1560 verlor die Schonenfahrt an Bedeutung.

## Lübecker Schonenfahrer
| Johannesaltar der Schonenfahrer |

Die Korporation der Lübecker Schonenfahrer bestand wohl vom 12. Jahrhundert bis zum Jahr 1853, als die Kaufleutekorporationen insgesamt in der Kaufmannschaft zu Lübeck zusammengefasst wurden. Der genaue Beginn des Zusammenschlusses der Lübecker Fernhändler ist urkundlich nicht überliefert, aber seit 1363 ist Korporation der Schonenfahrer nachgewiesen und bereits 1380 spalten sich die Bergenfahrer als erste weitere Korporation von den Schonenfahrern ab. Auch die Stockholmfahrer, die Riga- und Novgorodfahrer spalteten sich später von den Schonenfahrern ab. Innerhalb der Korporation der Schonenfahrer organisierten die ihr angehörenden Kaufleute zunächst untereinander die für Lübeck wirtschaftlich im Mittelalter so extrem wichtige Verarbeitung und den Handel mit den vor der schonischen Küste im Übermaß vorkommenden Heringen.

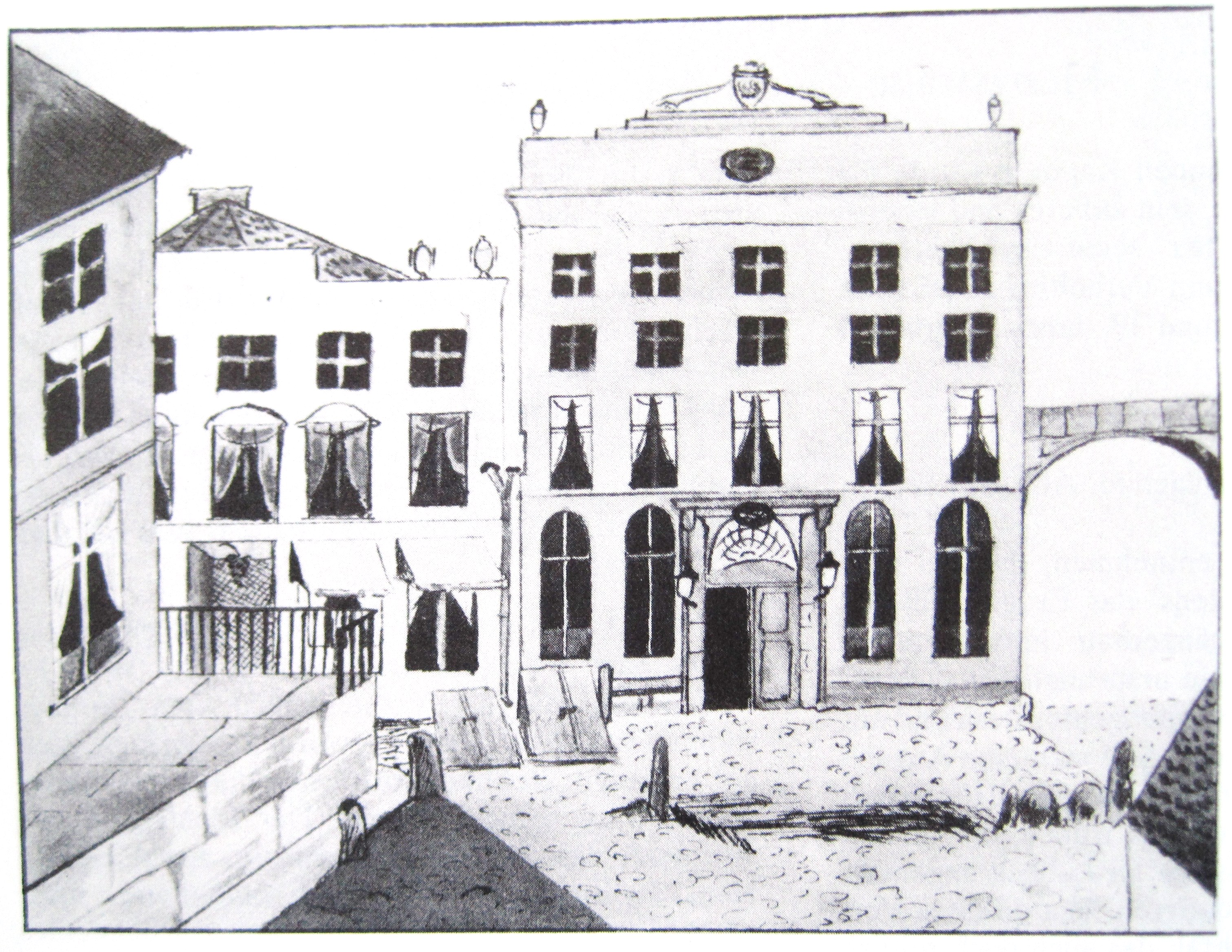
Schütting der Schonenfahrer in der Mengstraße 18

Die ratsfähigen Schonenfahrer standen unter den Korporationen  der Kaufleute in Lübeck in sehr hohem Ansehen auch wenn sie sich in ihrer sozialen Bedeutung und politischen Machtentfaltung mit der an erster Stelle stehenden Zirkelgesellschaft nicht messen konnten. Dementsprechend stellten sie aus ihren Reihen proportional weniger Ratsherren und Lübecker Bürgermeister, dafür aber als ausgewiesene Praktiker der Navigation in den Gewässern der Ostsee in kriegerischen Auseinandersetzungen gemeinsam mit den Mitgliedern der Korporation der Bergenfahrer proportional den höchsten Anteil der Lübecker Flottenführer. Die Schonenfahrer waren als große Korporation auch bedeutender Vorreiter moderner Selbstverwaltung der Wirtschaft und organisierten und kontrollierten die kaufmännische Berufsausbildung in Lübeck, die Abläufe im Lübecker Hafen und unterhielten ab dem 17. Jahrhundert in ihrem „Schütting“ (von norwegisch Skotting – heute Schøttstuene – für Versammlungshaus) in der Mengstraße 18 das Lübecker Postwesen. Die Schonenfahrer bestimmten seit dem Bürgerrezess von 1669 gemeinsam mit den anderen bürgerlichen Korporationen bis zur Verfassungsreform von 1848 die Zusammensetzung des Senats und der Bürgerschaft. Die Insignien der Schonenfahrer findet man heute noch als Wappen an den Beischlagwangen des Gestühls der Schiffergesellschaft oder in den Lübecker Museen, aber auch im Siegel der Kaufmannschaft, deren Siegel als Körperschaft alle Siegel der in ihr aufgegangenen Korporationen vereint. Im St. Annen Museum finden sich Altarflügel als Fragmente des ursprünglich aus der Marienkirche stammenden Schonenfahreraltars von Bernt Notke und Reste des Kirchengestühls dieser Kompagnie, die den Reichtum der Korporation im Spätmittelalter erahnen lassen.

## Stralsunder Schonenfahrer
Für die Stralsunder Kaufleute waren die ersten Handelsbeziehungen zu anderen Ländern mit Dänemark  entstanden. Dies liegt auch darin begründet, dass von Dänemark aus das Fürstentum Rügen und Vorpommern christianisiert wurden. Zudem war der Heringsfang natürlich auch für die Stralsunder ein beliebtes, einträgliches Geschäft, und die räumliche Entfernung erleichterte die Fahrten nach Schonen. Urkundlich belegt sind die Beziehungen erstmals für 1249 und 1250. Der dänische König Erich Plugpfennig wies damals seine Küstenbewohner an, die gestrandeten Schiffe des Fürstentums Rügen unbehelligt zu lassen und sie vom Strandrecht auszunehmen. Die Anweisung galt offenbar auch für Stralsunder Schiffe, dies lässt sich aus der Tatsache herleiten, dass eine Abschrift der genannte Urkunde im Stralsunder Archiv aufbewahrt wurde.
Im Jahr 1276 genehmigte der dänische König Erik V. Klipping den Stralsundern, für die Zeit der Märkte in Schonen einen eigenen Beamten zu bestellen. Dieser hatte die Aufgabe, alle Streitigkeiten zwischen den Kaufleuten, die nicht in die königliche Zuständigkeit fielen, zu schlichten. 1277 bestätigte der König die Befreiung vom Strandrecht, 1278 erteilte er eine Zollfreiheit für die Märkte in Hvidanger, bis zum Ende des 14. Jahrhunderts wurden die Privilegien mehrfach bestätigt. 1320 stattete König Christoph II. die Stralsunder Vitte in Schonen mit zusätzlichen Rechten aus. Sehr umfangreiche Rechte, die zu der Zeit keine andere Hansestadt besaß, gewährte Waldemar III. 1326. Er erlaubte ihnen, alljährlich vom 25. Juli bis 11. November durch einen Vogt die Blutgerichtsbarkeit ausüben zu lassen, Kleinhandel und Getränkeausschank zu betreiben und in seinem Reich Waren frei ein- und auszuführen zu althergebrachten Zolltarifen. Zudem gewährte er den Stralsundern das Recht, während der Märkte in Schonen ihre Buden aufzubauen und Waren zu verkaufen; dies bezog sich auf Kaufleute, Schlächter, Schuster und sonstige Bürger der Stadt.
Nachdem König Magnus von Schweden und Norwegen sich 1332 die Herrschaft über Schonen gesichert hatte, verschlechterte sich die Lage der deutschen Schonenfahrer. Erst 1339 bestätigte Magnus die Privilegien. Nachdem Waldemar IV. neuer dänischer König geworden war, ließen sich die Stralsunder und Lübecker ihre Rechte auf Schonen auch von ihm bestätigen, obwohl Schonen in jener Zeit nicht in seiner Hand war. Dies zog ihnen den Unwillen König Magnus’ zu und zahlreiche geduldete Übergriffe. Eine Urkunde von 1342 registriert 18 Schadensfälle, die den Stralsundern durch adlige Piraten entstanden waren, wobei Heringe, Salz, Bier, Hopfen, Butter, Stockfische, Tuch und Geld entwendet wurden.
Als Waldemar IV. Schonen 1360 wieder ins dänische Reich eingliederte, wurde den Städten der Handel erneut erschwert. Verhandlungen seitens der Hanse begegnete Waldemar 1361 mit der Brandschatzung Visbys. Weitere Auseinandersetzungen folgten, erst 1370 erreichte die Hanse einen Sieg über Dänemark. Im Stralsunder Frieden wurden den Kaufleuten auch ihre alten Privilegien bestätigt.

## Schonenfahrer als Korporationen in anderen Hansestädten
Nach Dollinger gab es in insgesamt acht Hansestädten Kompagnien, die sich Schonenfahrer nannten, darunter auch in Deventer und Dortmund. In weiteren Städten nannten sich die am Geschäft mit dem Hering und an der Schonischen Messe beteiligten Fernkaufleute auch Dänemarkfahrer oder sofern, sie das Heringsgeschäft nicht auf Skanör-Falsterbo, sondern auf Dragør betrieben, Dragørfahrer.

### Hamburg
In Hamburg bestanden zum Ende des 14. Jahrhunderts drei kaufmännische Korporationen; neben den Schonenfahrern die Englandfahrer und die größte Korporation der Flandernfahrer.

### Köln
Die Kölner Kaufleute mit Interessen am Handel mit dem südlichen Ostseeraum waren in der bereits 1246 nachgewiesenen fraternitas danica zusammengeschlossen.

### Rostock
In Rostock bestanden Ende des 15. Jahrhunderts neben den Schonenfahrern fünf weitere Kaufmanns-Kompagnien, darunter die Wiekfahrer, die Bergenfahrer und die Rigafahrer.
Von der Bedeutung der Schonenfahrer für Rostock zeugt, dass einer der jüngeren Ratsherren der Stadt als Vogt der Rostocker Vitte in Falsterbo fungierte.

### Stettin
Aus Stettin ist ein 1434 begonnenes Mitgliederverzeichnis der Marienbruderschaft der Schonenfahrer im Pommerschen Landesmuseum in Greifswald überliefert.
Dort versuchte die mit eigener Vitte in Schonen als Fischhändler reich gewordene Familie Loitz über den Handel mit Fisch hinaus auch das Geschäft mit dem Salz zu monopolisieren.